# Лола Бессі
Лола Бессі (фр. Lola Bessis; нар. 30 листопада 1992, Париж, Франція) — французька акторка, продюсерка, сценаристка та режисерка.

## Життєпис
Лола Бессі народилася 30 листопада 1992 року в Парижі. Дебютувала у кіно коли їй виповнилося 12 років у фільмі «Пливи, рибко, пливи». 
У 2017 році знялася в комедійній мелодрамі «Він і Вона» режисера Ніколя Бедоса. 
Наступного року зіграла роль мадемуазель Діан де Пуатьє у австралійському міні-серіалі «Пікнік біля Навислої скелі».

## Фільмографія
| Рік  |   | Українська назва           | Оригінальна назва          | Роль                                    |
| ---- | - | -------------------------- | -------------------------- | --------------------------------------- |
| 2013 | ф | Пливи, рибко, пливи        | Swim Little Fish Swim      | Лілас де Кастильон                      |
| 2017 | ф | Вулиця спраги              | Thirst Street              | Чарлі                                   |
| 2017 | ф | Він і Вона                 | Monsieur et Madame Adelman | Мелані                                  |
| 2018 | с | Пікнік біля Навислої скелі | Picnic at Hanging Rock     | мадемуазель Діан де Пуатьє (6 епізодів) |
| 2019 | ф | Нічні яструби              | Nighthawks                 | Максім                                  |
| 2020 | ф | Русалка в Парижі           | Une sirène à Paris         | Пін-ап                                  |
| 2020 | ф | Уроки фарсі                | Les Leçons persanes        | Мелані                                  |